# Quận Yuba, California
Quận Yuba là một quận trong tiểu bang California, Hoa Kỳ. Quận lỵ đóng tại thành phố Marysville2. Theo Cục điều tra dân số Hoa Kỳ, dân số năm 2000 của quận này là 71.938 người 2.